# Grégoire Solotareff
Grégoire Solotareff (* 8. August 1953 in Alexandria) ist ein französischer Autor und Illustrator von Kinderbüchern.
Solotareff war zuerst als Arzt tätig und lebt zurzeit in Paris. Im Jahre 1997 erhielt er den Deutschen Jugendliteraturpreis für das Buch Du groß, und ich klein. Auf Deutsch sind nur einige seiner Werke erschienen, u. a. auch das Kleine Museum, in dem knapp 150 Ausschnitte aus Gemälden Begriffe von Adler bis Zylinder zeigen.

## Werke
- Das kleine Museum. Moritz, herausgegeben zusammen mit Alain le Saux, 2003
- Verlier mich nicht. Moritz, zusammen mit Olga Lecaye, 2003
- Wintergeschichten. Gerstenberg, 2002
- Sommergeschichten. Gerstenberg, 2002
- Herbstgeschichten. Gerstenberg, 2001
- Du groß, und ich klein. Moritz, 2000
- Rollstiefelchen. Moritz, 2000
- Wenn der Wolf kommt. Moritz, 1998
- Grünkäppchen, zusammen mit Nadja, Middelhauve 1997
- Mischa, zusammen mit Nadja, Moritz 1996
- Maximilian. Moritz, 1995
- Der Weihnachtsmann von A–Z. Arena, 1995